# Dino Meneghin
Dino Meneghin (nascido em Alano dei Piave, Véneto, 18 de janeiro de 1950) é um ex-basquetebolista italiano. Foi considerado o melhor jogador de seu país durante décadas, e, durante vários anos, também o melhor da Europa. Com 2,04 m de estatura, jogava na posição de pivô.
Em 20 de novembro de 1966, quando tinha apenas 16 anos, jogou sua primeira partida na Liga Italiana com o clube Ignis Varese. Jogou a última partida com 45 anos. Hoje em dia trabalha para a Federação Italiana de Basquete e para o clube Olimpia Milão.
Ao todo, jogou 836 partidas e marcou 8.560 pontos na Liga Italiana. Para a equipe nacional jogou 271 partidas com um total de 2.847 pontos. Meneghin converteu-se no primeiro jogador de uma liga europeia a ser eleito no Draft da NBA. Os Atlanta Hawks selecionaram-no nas últimas rodadas do Draft da NBA de 1970, no entanto nunca jogou em Estados Unidos.
Em 1980 e 1983 foi eleito como o MVP em toda Europa. Em 1991 foi eleito como o melhor jogador europeu de basquete de todos os tempos. Em 5 de setembro de 2003 converteu-se no segundo jogador italiano a entrar no Basketball Hall of Fame, após Cesare Rubini, que jogou e treinou o Olimpia Milano entre os anos 1940 e nos anos 1970 respectivamente.
Um de seus maiores feitos de sua carreira é o número de Finais da Copa de Campeões Europeia. Jogou 10 finais consecutivas com Varese (5 vencidass e 5 perdidas) e 2 mais consecutivas com Olimpia Milão (ambas vencidas).
Em 2010 anuncia-se sua próxima incorporação junto com outros grandes basquetebolistas, treinadores, dirigentes europeus no prestigioso FIBA Hall of Fame

## Curiosidades
Dantes de acabar sua carreira, Dino Meneghin jogou na Série A italiana de basquete contra seu filho Andrea, também um jogador de nível internacional.

## Clubes
- Pallacanestro Varese (1966-1980)
- Olimpia Milano (1981-1990)
- Pallacanestro Trieste (1991-1992)
- Olimpia Milano (1993-1995)

## Troféus

### Clubes
- 12 Campeonatos Italianos (1969, 1970, 1971, 1973, 1974, 1977, 1978, 1982, 1985, 1986, 1987, 1989). Vice-campeão em nove ocasiões.
- 6 Copas de Itália (1969, 1970, 1971, 1973, 1986, 1987)
- 7 Euroligas (1970, 1972, 1973, 1975, 1976, 1987, 1988)
- 2 Recopas de Europa (1967, 1980)
- 1 Copa Korac (1985)
- 4 Copa Mundiais por Clubes (1967, 1970, 1973, 1987)

### Seleção nacional de Itália
- Medalha de prata nos Jogos Olímpicos de Moscou 1980
- Ouro (1983), bronze (1971) no Eurobasket e  bronze (1975) no Eurobasket